# Homare Sawa
Homare Sawa (澤 穂希) (nascuda a Fuchu, Tòquio el 6 de setembre de 1978) és una futbolista japonesa que juga de centrecampista. Ha desenvolupat la seva carrera esportiva al Japó i als Estats Units. Actualment juga al INAC Leonessa de la lliga japonesa. És capitana de la selecció japonesa que va guanyar la Copa del Món Femenina de Futbol el 17 de juliol de 2011.
Va debutar amb la selecció de futbol femení del Japó el 1993, a l'edat de 15 anys. Ha disputat cinc Copes Mundials (1995, 1999, 2003, 2007, 2011) i quatre Jocs Olímpics d'Estiu.
El 17 de juliol de 2011 la selecció japonesa es va proclamar campió de la Copa de Món per primera vegada. La final va anar a la pròrroga amb un empat a 1 entre el Japó i els Estats Units. Abby Wambach va avançar la selecció estatunidenca amb un gol al minut 104, però Sawa va marcar el segon gol de l'empat al minut 117, quan quedaven només tres minuts perquè s'acabés la pròrroga, i el partit es va decidir als penals. Va ser el seu cinquè gol al Mundial i li va merèixer la Bota d'Or com a màxima golejadora. Va guanyar també la Pilota d'Or per a la millor jugadora del Mundial.
L'any 2012 va obtenir el premi a la millor jugadora de l'any que atorga la FIFA.